# 徳野崇行
徳野 崇行（とくの たかゆき、1978年 - ）は、日本の曹洞宗の僧侶（宮城県松島町、東海山寳船寺）。駒澤大学准教授。

## 経歴
2001年駒澤大学仏教学部仏教学科卒業、2011年駒澤大学大学院人文科学研究科修了。博士（仏教学）。2007年から1年間、大本山永平寺に安居。2012年駒澤大学非常勤講師。2015年同大学仏教学部専任講師。2019年より現職。生家は宮城県の寺院で、小学生で得度。研究者であり曹洞宗僧侶でもある視点を活かし、とくに日本禅宗の供養儀礼、死者供養や精進料理などを研究.